# Маркус Мерк
Маркус Мерк (Кајзерслаутерн, 15. март 1962) је међународни фудбалски судија из Немачке. Од 1992. Мерк ради за ФИФУ као судија и изабран је два пута као најбољи судија на свету.
Био је главни судија финалног меча Лиге шампиона 2003. и финала Eвропског првенства 2004. између Португала и Грчке.